# Callibaetis skokianus
Callibaetis skokianus är en dagsländeart som beskrevs av James George Needham 1903. Callibaetis skokianus ingår i släktet Callibaetis och familjen ådagsländor. Inga underarter finns listade i Catalogue of Life.